# TNA Wrestling Home Video
TNA Home Video é uma divisão da Total Nonstop Action Wrestling que libera eventos em pay per view e outras compilações da TNA produzidos em DVD. A TNA Home Video foi formada em 2005 com a parceria com Navarre Corporation para distribuir e produzir a expansão da biblioteca de vídeos da TNA. DVDs iniciais da TNA não tinha grande uma distribuidora e foram produzidos e distribuídos pela TNA em seu site oficial.

## História

### As primeiras versões
Antes da formação oficial da TNA Home Video, a TNA lançou 6 DVDs através do seu site oficial. A TNA em 2003 lançou seus primeiros 3 DVDs e  no início de 2004 TNA lançou mais 3 DVDs. A TNA não tinha um parceiro de distribuição e estes originais 6 DVDs sa TNA estavam disponíveis apenas no site oficial da TNA. Alguns destes DVDs estão fora de catálogo e pode ser muito difícil de encontrar.

### Lista dos 6 DVDs originais lançados pela TNA antes da formação da TNA Home Video
2003
- Best of NWA-TNA Title Matches
- Best of X-Division Matches
- Best of Bloodiest Brawls

2004
- The Ultimate X Collection
- The Best of America's Most Wanted
- The Best of 3Live Kru

### Navarre corporation
Com a TNA mudando seu formato de pay per views de duas horas semanais para o mais tradicional pay per view de 3 horas mensal, a TNA precisava de um parceiro de distribuição a fim de obter seus eventos pay per view nas lojas. Em 2005 a TNA fez parceira com a Navarre corporation. Esta parceria inclui a Navarre liberando eventos mensais da TNA em pay per view em DVD, bem como DVDs de compilaçãomúltiplos. O acordo de distribuição com a Navarre trouxe a TNA Home Video em grandes lojas de varejo, como Best Buy e Walmart, além da TNA ainda vender seus DVDs em seu site oficial.

### DVDs de compilação da TNA
Aqui está a lista completa de DVDs de compilação da TNA que foram lançados pela TNA Home Video:
2005
- 10/04/05 - The Best Of Raven: Nevermore
- 10/04/05 - The Best Of Jeff Hardy: Enigma
- 10/04/05 - The Best Of A.J. Styles: Phenomenal
- 10/04/05 - The Best Of The X Division Vol. 1

2006
- 10/01/2006 - The Best Of Christopher Daniels: Heaven Sent, Hell Bound
- 14/03/2006 - The Best Of The Bloodiest Brawls Vol. 1
- 06/06/2006 - The Best Of Samoa Joe: Unstoppable
- 29/08/2006 - Knockouts: The Ladies Of TNA Wrestling Vol. 1
- 10/10/2006 - Sting: Return Of An Icon
- 31/10/2006 - Best Of The X Division Vol. 2
- 21/11/2006 - The 50 Greatest Moments

2007
- 13/03/2007 - Best Of The Tag Teams Vol. 1
- 10/04/2007 - Phenomenal: The Best Of A.J. Styles Vol. 2
- 31/07/2007 - Doomsday: The Best Of Abyss
- 23/10/2007 - Christian Cage: The Instant Classic
- 20/11/2007 - The History Of TNA: Year 1

2008
- 22/04/2008 - Best Of TNA 2007
- 24/06/2008 - Global Impact: Japan
- 05/08/2008 - Best Of The Bloodiest Brawls: Scars And Stitches
- 07/10/2008 - Knocked Out: Pro Wrestling's Best Women's Division (Christy Hemme & Karen Angle Cover)
- 21/10/2008 - Ultimate Matches
- 25/11/2008 - Kurt Angle: Champion

2009
- 14/04/2009 - Jeff Jarrett: King Of The Mountain
- 14/04/2009 - World X-Cup 2008
- 05/05/2009 - Second 2 None: TNA's Toughest Tag Teams

2010
- 16/02/2010 - Best Of TNA 2009
- 25/05/2010 - Fandimonium: Beer Money, Inc. & Motor City Machine Guns
- 21/09/2010 - Best Of Asylum Years Vol. 1
- 19/10/2010 - Wrestling's Greatest Moments

2011
- 19/04/2011 - The Best Of Mick Foley
- 19/07/2011 - Immortal Forever?
- 18/10/2011 - Enigma - The Best Of Jeff Hardy Vol. 2

Coletânea
- Best Of The X Division Vol. 1 & Vol. 2 (2 Pacotes)

Discos Bônus
- TNA iMPACT! Gamestop Bonus Disc

Discos da Marvel Toys
- Samoa Joe Vs AJ Styles
- Jeff Hardy Vs Abyss
- Monty Brown Vs Jeff Jarett

### DVDs de pay per views da TNA
Aqui está a lista completa de eventos pay-per-view que foram lançados em DVD pela TNA Home Video:
2004
- Victory Road 2004
- Turning Point 2004

2005
- Final Resolution 2005
- Against All Odds 2005
- Destination X 2005
- Lockdown 2005
- Hard Justice 2005
- Slammiversary 2005
- No Surrender 2005
- Sacrifice 2005
- Unbreakable
- Bound for Glory 2005
- Genesis 2005
- Turning Point 2005

2006
- Final Resolution 2006
- Against All Odds 2006
- Destination X 2006
- Lockdown 2006
- Sacrifice 2006
- Slammiversary 2006
- Victory Road 2006
- Hard Justice 2006
- No Surrender 2006
- Bound for Glory 2006
- Genesis 2006
- Turning Point 2006

2007
- Final Resolution 2007
- Against All Odds 2007
- Destination X 2007
- Lockdown 2007
- Sacrifice 2007
- Slammiversary 2007
- Victory Road 2007
- Hard Justice 2007
- No Surrender 2007
- Bound for Glory 2007
- Genesis 2007
- Turning Point 2007

2008
- Final Resolution (Janeiro de 2008)
- Against All Odds 2008
- Destination X 2008
- Lockdown 2008
- Sacrifice 2008
- Slammiversary 2008
- Victory Road 2008
- Hard Justice 2008
- No Surrender 2008
- Bound for Glory IV
- Turning Point 2008
- Final Resolution (Dezembro de 2008)

2009
- Genesis 2009
- Against All Odds 2009
- Destination X 2009
- Lockdown 2009
- Sacrifice 2009
- Slammiversary 2009
- Victory Road 2009
- Hard Justice 2009
- No Surrender 2009
- Bound for Glory 2009
- Turning Point 2009
- Final Resolution 2009

2010
- Genesis 2010
- Against All Odds 2010
- Destination X 2010
- Lockdown 2010
- Sacrifice 2010
- Slammiversary 2010
- Victory Road 2010
- Hardcore Justice 2010
- No Surrender 2010
- Bound for Glory 2010
- Turning Point 2010
- Final Resolution 2010

2011
- Genesis 2011
- Against All Odds 2011
- Victory Road 2011
- Lockdown 2011
- Sacrifice 2011
- Slammiversary 2011
- Destination X 2011
- Hardcore Justice 2011
- No Surrender 2011
- Bound for Glory 2011
- Turning Point 2011
- Final Resolution 2011

2012
- Genesis 2012
- Against All Odds 2012
- Victory Road 2012
- Lockdown 2012
- Sacrifice 2012
- Slammiversary 2012
- Destination X 2012

Coletâneas
- TNA Anthology: The Epic Set (Victory Road 2004, Turning Point 2004 & Lockdown 2005)
- TNA: Triple Threat (Hard Justice 2005, Slammiversary 2005, No Surrender 2005)
- Cross The Line Vol. 1 (Victory Road 2008, Hard Justice 2008 & No Surrender 2008)
- Cross The Line Vol. 2 (Turning Point 2008, Final Resolution 2008 & Genesis 2009)
- Cross The Line Vol. 3 (Turning Point 2009, Final Resolution 2009 & Against All Odds 2010)
- Victory Road 2010 & No Surrender 2010 (2 Pacotes Vol. 1)
- Turning Point 2010 & Final Resolution 2010 (2 Pacotes Vol. 2)
- Against All Odds 2011 & Victory Road 2011 (2 Pacotes Vol. 3)
- Sacrifice 2011 & Slammiversary 2011 (2 Pacotes Vol. 4)
- Hardcore Justice 2011 & No Surrender 2011 (2 Pacotes Vol. 5)
- Turning Point 2011 & Final Resolution 2011 (2 Pacotes Vol. 6)
- Against All Odds 2012 & Victory Road 2012 (2 Pacotes Vol. 7)